# Esfigmógrafo

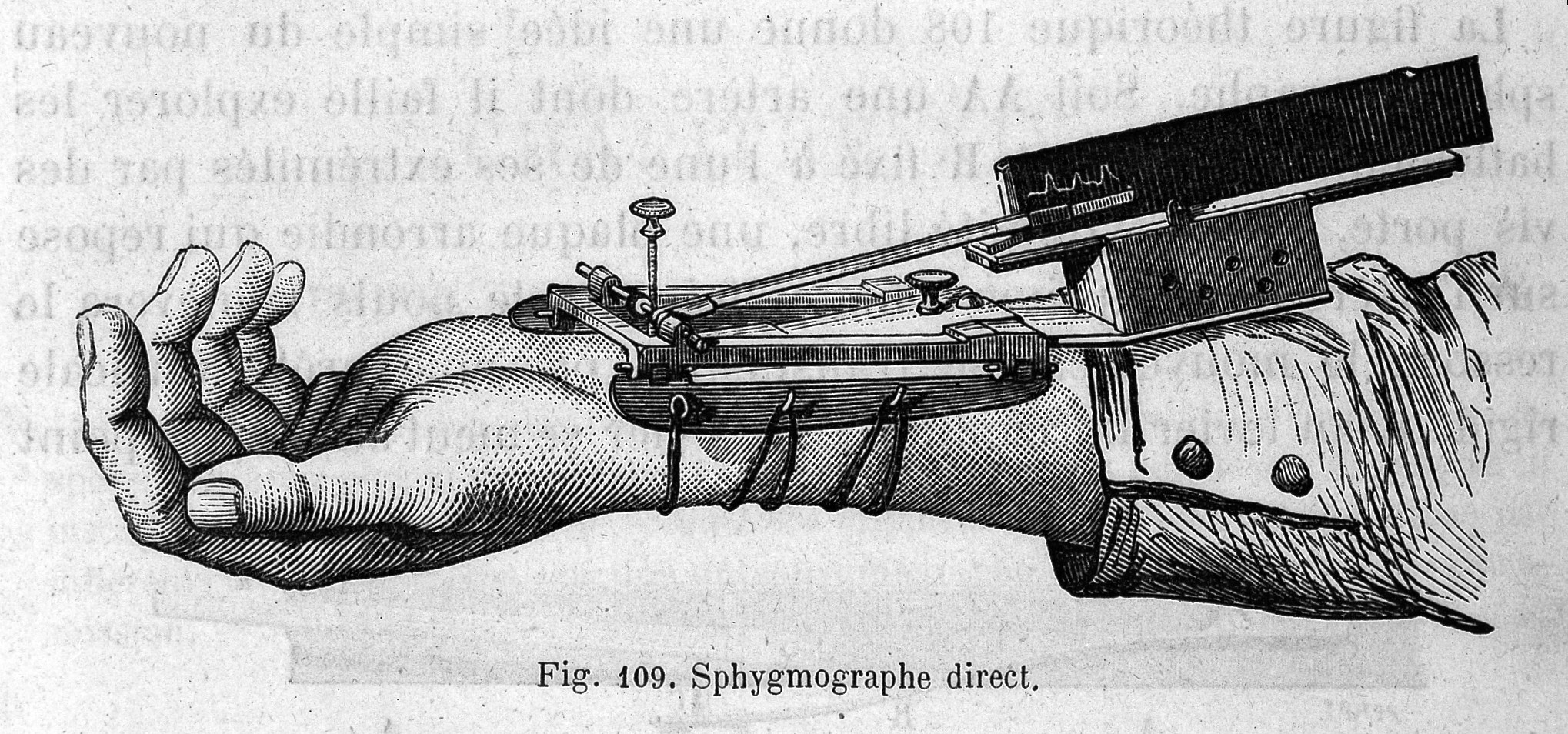
Um esfigmógrafo, provavelmente segundo o desenho de Etienne-Jules Marey

O esfigmógrafo era um dispositivo mecânico usado para medir a pressão arterial, em meados do século XIX. Foi desenvolvido em 1854 pelo fisiologista alemão Karl von Vierordt (1818–1884). O esfigmógrafo é considerado o primeiro dispositivo externo, não-invasivo, utilizado para estimar a pressão arterial.
O dispositivo era um sistema de alavancas ligado a uma balança, na qual eram colocados pesos para determinar a quantidade de pressão externa necessária para parar o fluxo de sangue na artéria radial. Embora o mecanismo fosse complicado e a sua medição imprecisa, o conceito básico do esfigmógrafo de Vierordt levou ao desenvolvimento do esfigmomanómetro moderno.
Em 1863, Étienne-Jules Marey (1830–1904), melhorou o dispositivo, tornando-o portátil. Marey incluiu também um instrumento especializado para ser colocado acima da artéria radial, que era capaz de ampliar as ondas do pulso e transpô-las para papel com uma caneta adaptada.
Em 1880, Samuel von Basch (1837–1905) inventou o esfigmomanómetro. O esfigmomanómetro foi, mais tarde, melhorado por Scipione Riva-Rocci (1863–1937), na década de 1890. Em 1901, Harvey Williams Cushing melhorou-o ainda mais, e, com Heinrich von Recklinghausen (1867–1942), passou a utilizar-se uma braçadeira mais larga, tornando-se no primeiro instrumento de medição da pressão arterial de forma precisa e prática.
Em Portugal, o esfigmógrafo foi introduzido por Pedro Francisco da Costa Alvarenga em meados do século XIX.